# Berberleopard
Der Berberleopard wurde ursprünglich als eigene Unterart des Leoparden im äußersten Norden Afrikas (Panthera pardus panthera) beschrieben. Allerdings wurden in verschiedenen Studien weder genetische noch morphologische Unterschiede im Schädelbau festgestellt, die eine Abtrennung der nordafrikanischen Population als eigene Unterart rechtfertigen würden. Dies gilt im Übrigen auch für alle anderen ursprünglich als Unterart beschriebenen afrikanischen Formen. Daher werden heute in der Regel alle afrikanischen Leoparden innerhalb der Unterart des Afrikanischen Leoparden (Panthera pardus pardus) vereinigt.
Der Leopard ist heute in Nordafrika nahezu ausgerottet. Eine kleine Restpopulation existiert im Atlasgebirge in Marokko, angebliche jüngere Sichtungen wurden außerdem für das Jahr 2007 aus dem Grenzgebiet zwischen Marokko und Algerien gemeldet. Darüber hinaus wurde der Leopard im Jahr 2006 in den Ahaggar-Bergen in der algerischen Wüste bestätigt, wo die Art zuvor nie nachgewiesen wurde. Möglicherweise gibt es auch noch einige wenige Leoparden in den östlichen Wüstengebieten Ägyptens.
Da noch Jahrzehnte, nachdem von seinem Aussterben ausgegangen war, Exemplare des Berberleoparden lebten und die Bestände deshalb unter den Bedingungen des zu dieser Zeit bereits proaktiv ausgerichteten Naturschutzes offenbar vor dem Aussterben hätten gerettet werden können, wird der Fall des Berberleoparden (ähnlich wie der des ebenfalls in Nordafrika beheimateten Berberlöwen) als Beispiel des Romeo-Irrtums genannt.